# Haszcara

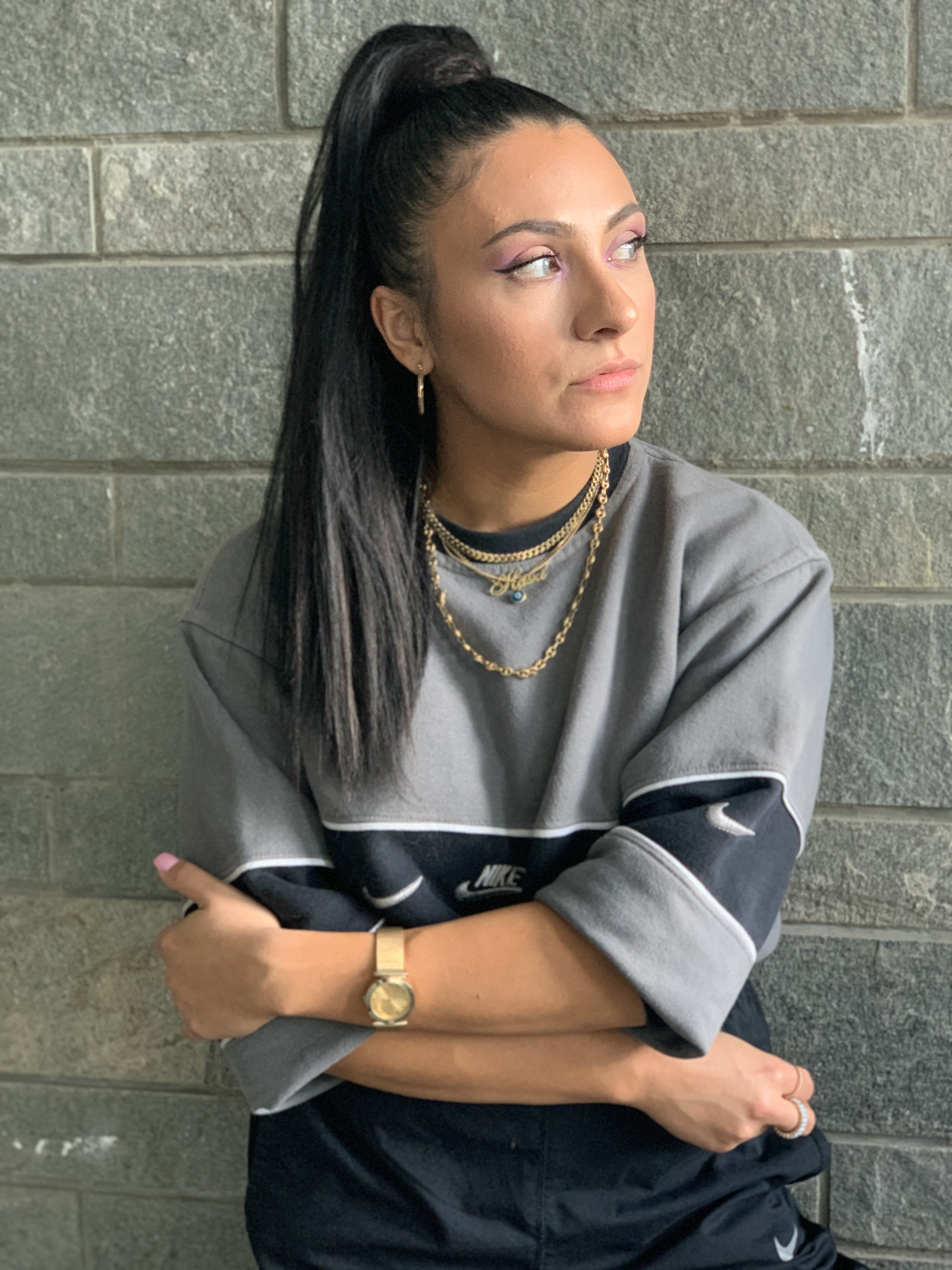
Haszcara (2020)

Haszcara (* 1995 oder 1996 in Göttingen) ist eine deutsche Rapperin.

## Leben
Haszcara wuchs in Göttingen auf und begann früh, sich musikalisch auszudrücken. In ihrer Kindheit und Jugend lernte sie Gitarre und Klavier und tanzte Ballett. Mit 15 spielte sie in der Metal-Band Stoned God und begann sich auch für Hip-Hop zu interessieren.
2015 beteiligte sie sich unter dem Eindruck des Erfolgs von ÉSMaticx am Videobattleturnier (VBT), wo sie in der Zwischenrunde ausschied. Beim VBT Elite reichte sie mit Kotzen ein Qualifikationsvideo ein, wurde jedoch abgelehnt. Der Track wurde als Kritik zum VBT aufgefasst.
2017 erschien ihre Debüt-EP Roter Riese, die sehr persönliche Texte enthielt und auf dem sie Homophobie und Sexismus kritisiert. Die selbstproduzierte EP erschien über Das Label mit dem Hund, das auch eine CD- sowie eine MC-Version produzierte. Der Track RepresentA erschien mit Cuts von Riva (Anarchist Academy) und wurde als Video für Spuck auf Rechts, einem YouTube-Projekt von Gigoflow, verwendet. Im Anschluss brach sie ihr Studium ab, zog nach Berlin und begann, vermehrt Konzerte zu spielen.
2018 nahm das Independent-Label Audiolith Haszcara unter Vertrag. Am 14. September 2018 erschien dort ihr Debütalbum Polaris. Die Beats stammen zum Großteil von ihr selbst. 2020 erschien ihre EP Hautnah, auf dieser befindet sich unter anderem die Single Riker. Der Songtitel ist angelehnt an die gleichnamige Figur aus Star Trek. Neben dem Star-Trek-Franchise ist die Musikerin generell ein leidenschaftlicher Science-Fiction Fan. 2022 veröffentlichte sie die EP Gravitation.

## Diskografie
- 2017: Roter Riese (EP, Das Label mit dem Hund)
- 2018: Polaris (Album, Audiolith)
- 2020: Hautnah (EP)
- 2022: Gravitation (EP)